# Asplenium × genicoalitum
Asplenium × genicoalitum là một loài dương xỉ trong họ Aspleniaceae. Loài này được Fraser-Jenk. mô tả khoa học đầu tiên năm 1985.
Danh pháp khoa học của loài này chưa được làm sáng tỏ. 